# Trockenpresse

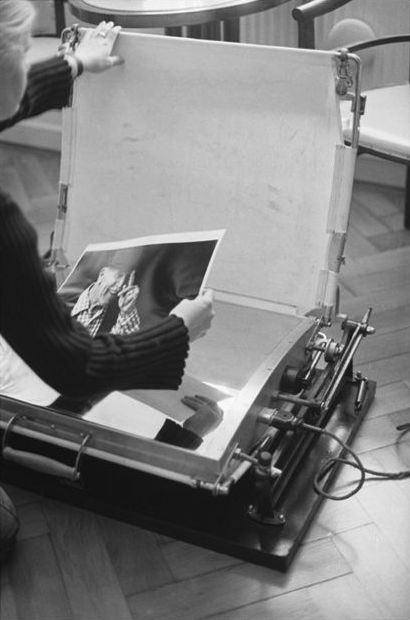
Trocknung einer Fotovergrößerung mithilfe einer Trockenpresse

Die Trockenpresse dient in der klassischen analogen Fotografie zum Trocknen der Papierbilder nach Abschluss der chemischen Entwicklungsprozesse im Fotolabor. Neben der Verkürzung der Trocknungsdauer gegenüber luftgetrockneten Papierbildern, kann bei dazu geeigneten Fotopapieren eine hochglänzende Oberfläche erzeugt werden. Da die klassische Fotopapierentwicklung insbesondere im Amateur- und semiprofessionellen Bereich weitgehend durch den Fotodruck verdrängt wurde, ist die Verbreitung dieser Geräte stark zurückgegangen. Trockenpressen werden von Philatelisten benutzt, um durch Einweichen in Wasser von Briefumschlägen oder ähnlichem abgelöste Briefmarken zu trocknen.

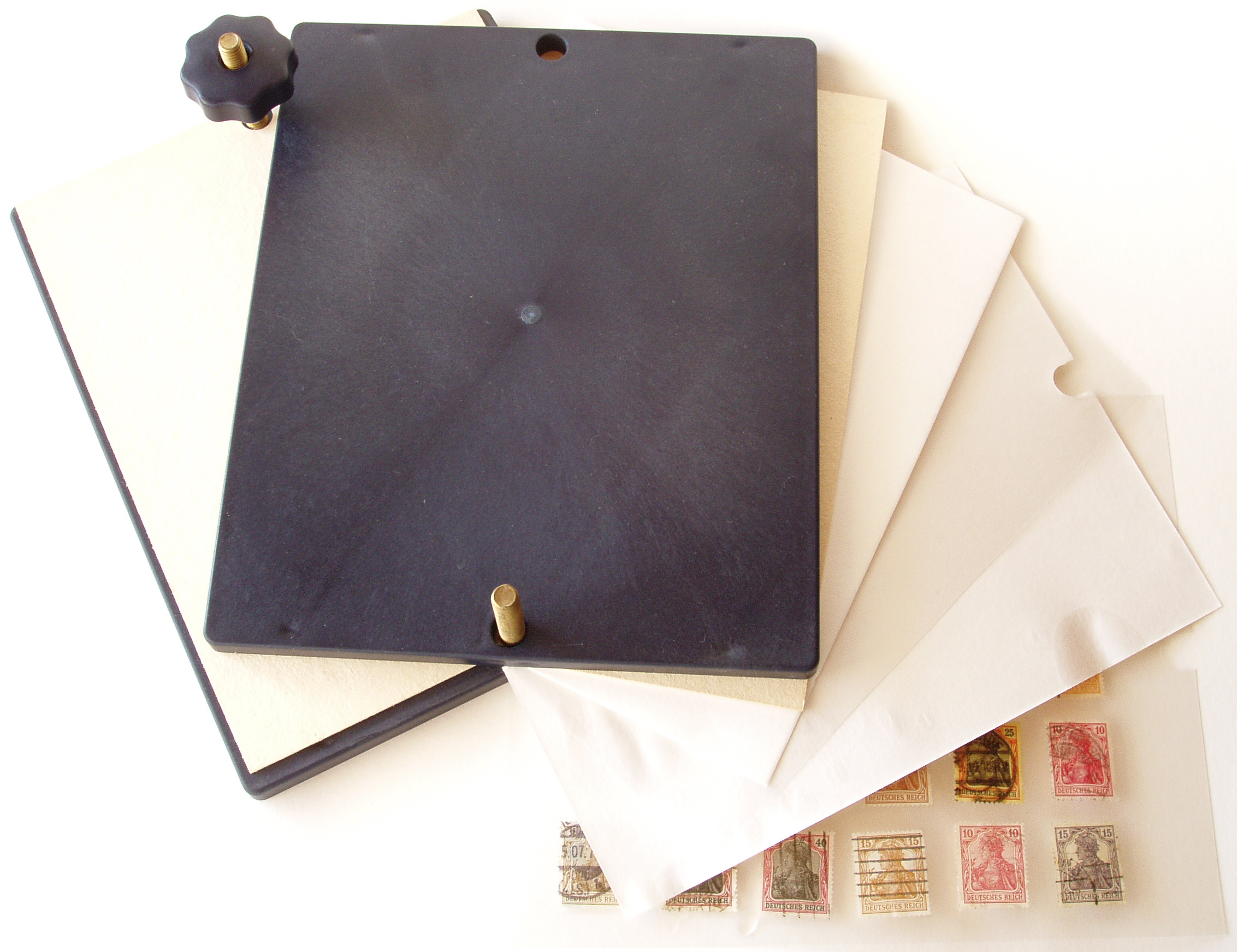
Trockenpresse für Briefmarken

Die verbreitetsten Formen der Trockenpressen bestehen aus einer Heizplatte oder Heiztrommel, auf die die nassen Papierbilder oder auch Briefmarken aufgelegt und mit einem aufgespannten Leinentuch angepresst werden. Bei matten Fotopapieren erfolgt die Trocknung mit der Schichtseite nach oben. Glänzende Fotopapiere werden mit der Schichtseite nach unten auf eine verchromte Metallfolie oder eine Edelstahlunterlage gelegt. Vor dem eigentlichen Trocknungsprozess müssen die Papiere von überschüssigem Wasser befreit werden, was meist durch Quetschen mit einer Gummirolle geschieht.
Elektrische Trockenpressen für Briefmarken besitzen meist Heizplatten aus rostfreiem Edelstahl und werden ebenfalls mittels eines aufgespannten Leinentuchs abgedeckt.
Eine Alternative ist das Trockenbuch.